# Леонардос, Георгиос
Гео́ргиос Леона́рдос (греч. Γιώργος Λεονάρδος) — греческий журналист и литератор. Родился в Александрии Египетской 20 февраля 1937 года.

## Биография
Впервые стал публиковать рассказы в 1953 году в ежедневных александрийских газетах «Тахидромос» («Почтальон») и «Анатоли» («Восток»). Перебравшись в Грецию, первоначально учился на физико-математическом факультете, однако затем избрал журналистскую стезю, посещая занятия Факультета Журналистики Греческо-американского института под руководством Спироса Меласа в период с 1959 по 1961 год. Работал в редакции международных новостей, а затем политическим обозревателем центральной греческой газеты «Катимерини» (1961—1964). Затем стал корреспондентом Афинского Агентства Новостей (ANA) в Белграде (1964—1967). По возвращении в Грецию занимал должности начальника редакции международных новостей газет «Нафтемпорики», «Апогевматини», «Элефтеротипия», «Месимврини», «Этнос» и «Элефтерос Типос». Параллельно писал и в экономической газете «Кердос».
Позднее, в 1977 году, отправился в Нью-Йорк в качестве корреспондента Афинского Агентства Новостей, где параллельно занимал пост директора издававшейся там ежедневной греческой газеты «Национальный Вестник». Вернувшись в Афины, стал ведущим блока новостей на греческом гостелевидении и телеканале «Антенна».
В этот период выполнял миссии военного корреспондента во время войны во Вьетнаме, ирано-иракского конфликта, операции в Персидском заливе и других военных столкновениях и сопровождал официальные делегации во время международных визитов. Представлял Грецию на конгрессе Европейского вещательного союза (EBU) в Константинополе в 1975 году и на различных мероприятиях Евровидения.
Георгиос Леонардос является членом Союза журналистов ежедневных афинских газет (ЭСХЕА) и постоянно проживает в Афинах.

## Премии и звания
Георгиос Леонардос посвятил себя литературе, специализируясь прежде всего на историческом романе. За свои исторические романы «Мара, султанша-христианка» и «Спящая красавица Мистраса» он был удостоен премии Греческого Общества Христианской Литературы за лучший исторический роман в 2001 и 2005 гг. В 2006 году Леонардосу была присуждена премия Фонда Ботсиса за вклад в журналистику и литературу.
В 2008 году он был награждён высшим греческого государства Приз за лучший роман года, за его исторический роман «Последний Палеолог».

## Литературное творчество
Исторический роман «Пират Барбаросса» был издан в Британии, Турции и Италии. Ожидается его выход в Испании. «Мара султанша-христианка» и «Мария Магдалина» вышли в Турции и Сербии, а «Спящая красавица Мистраса» будет опубликована в Италии.
Георгиос Леонардос также является автором романов «Бабушкина красная гостиная», выпущенного издательством «Кастаньоти», а издательство «Ливани» опубликовало его книги «Дом на катакомбах», «Ева», «Земные любовники», «Магнитные полюса», «Песня души» и исследование «Структура романа».
В трилогию об эпохе Палеологов вошли книги: «Михаил VIII Палеолог Освободитель», «Палеологи», «Последний Палеолог», изданные издательским объединением «Неа синора — А. А. Ливанис». Помимо вышеперечисленных литературных произведений Георгиос Леонардос составил также англо-греческий словарь военных терминов.
Последний исторический роман писателя называется «София Палеолог — из Византии в Россию».

## Книги писателя
- Бабушкина красная гостиная
- Дом на катакомбах
- Eba
- Магнитные полюса
- Земные любовники
- Песня души

## Исторические романы
- Пират Барбаросса
- Мария Магдалина
- Мара, Christiani фаворитка
- Спящая красавица Мистраса
- Михаил VIII Палеолог Освободитель
- Палеологи
- Последний Палеолог
- София Палеолог — из Византии в Россию

## Исследования
- Структура романа

## Ссылка
- Национальный центр книги
- Премия Фонда Botsis
- Национальная библиотека Греции
- Gennadius Библиотека
- SPUTNIK — София Палеолог

## Веб-сайт
Веб-сайт Георгиос Леонардос